# Алексеевское муниципальное образование (Романовский район)
Алексеевское муниципальное образование — сельское поселение в Романовском районе Саратовской области Российской Федерации.
Административный центр — посёлок Алексеевский.
6 марта 2019 года присоединено к Мордовокарайскому муниципальному образованию.

## История
Статус и границы сельского поселения установлены Законом Саратовской области от 27 декабря 2004 года № 102-ЗСО «О муниципальных образованиях, входящих в состав Романовского муниципального района».

## Население
| 2010 | 2011 | 2012 | 2013 | 2014 | 2015 | 2016 | 2017 | 2018 | 2019 |
| ---- | ---- | ---- | ---- | ---- | ---- | ---- | ---- | ---- | ---- |
| 957  | ↘952 | ↘925 | ↘880 | ↘852 | ↘838 | ↘822 | ↘799 | ↘786 | ↘770 |

## Состав сельского поселения
| № | Населённый пункт | Тип населённого пункта          | Население |
| - | ---------------- | ------------------------------- | --------- |
| 1 | Алексеевский     | посёлок, административный центр | ↘679      |
| 2 | Дикавка          | село                            | 5         |
| 3 | Ольховка         | село                            | 2         |
| 4 | Памятка          | посёлок                         | ↘271      |